# Печера «Фуштейка»
Пече́ра «Фуште́йка» — геологічна пам'ятка природи місцевого значення в Україні. Розташована в межах Чернівецького району Чернівецької області, на схід від села Погорілівка.
Площа 2,5 га. Статус надано згідно з рішенням облвиконкому від 17.03.1992 року № 72. Перебуває у віданні: Погорілівська сільська рада.
Статус надано для збереження гіпсової печери, розташованої в урочищі Фуштейка, на схилі яру з потокам, який є притокою річки Чорний Потік (притока Онуту). Довжина печери — 201 м, ширина ходів в окремих місцях досягає 5—6 м, а висота 2—3 м. У печері відбуваються активні карстові процеси, також є постійний водотік, через що вона важкопрохідна.
Неподалік від печери (на південний схід) розташоване Мартинівське заповідне урочище.